# Guarani Kaiowá
I Guarani Kaiowá  sono un gruppo etnico del Brasile e del Paraguay con una popolazione stimata tra i 18.000 e i 20.000 individui in Brasile e 9.000 in Paraguay. Fanno parte dal macro-gruppo storico dei Guaraní.

## Lingua
Parlano un dialetto della lingua guaraníche appartiene alle lingue tupi-guaraní.

## Insediamenti
Vivono nello stato brasiliano del Mato Grosso do Sul e in Paraguay. Sono stanziati in un'area che si estende dalle zone dei fiumi Apa, Dourados e Ivinhema in Brasile fino alla catena montuosa di Mbarakaju e agli affluenti del fiume Jejui in Paraguay. Il territorio Kaiowá confina a nord con il territorio dei Terena e ad est e a sud con il territorio dei Guarani Mbya e dei Guarani Ñandeva. Diverse famiglie Kaiowá vivono anche in villaggi vicino Mbya sulla costa di Espírito Santo e Rio de Janeiro.
La zona è stata promossa allo stato di riserva nell'ottobre del 2004.

## Storia
I Guarani-Kaiowá non erano entrati in contatto con gente europea fino alla fine del XIX secolo. Nel corso del XX secolo e del XXI secolo la loro terra viene occupata da boscaioli e minatori. I Guarani sono obbligati a lasciare la loro terra e a cercare lavoro nelle piantagioni, dove vengono pagati poco. I Guarani del Mato Grosso do Sul stanno cercando di organizzarsi politicamente per proteggere la loro terra, che è essenziale alla loro sussistenza.
Marcos Verón, un capo di questa gente, è stato picchiato a morte nel 2003.

## Organizzazione sociale
I vari sottogruppi dei Guarani possiedono una società diversa, ma condividono la religione, e considerano la terra molto importante. Secondo il loro credo il dio Ñande Ru creò i Guarani come primi esemplari della specie umana. In ogni casa dei villaggi si trova un luogo di preghiera e il cacique sciamano è una figura importante nella comunità.
Terra sem Mal, traducibile in "terra senza male", è la terra dei morti e nel credo degli indigeni è importante che ogni anima possa raggiungerla.